# Ricardo Batista
Pour les articles homonymes, voir Batista.
Ricardo Batista né le 20 novembre 2000 à Torres Novas est un triathlète professionnel portugais, champion du Portugal courte distance en 2021 et diplômé olympique aux JO de Paris 2024.

## Palmarès
Le tableau présente les résultats les plus significatifs (podium) obtenus sur le circuit national et international de triathlon depuis 2018.
| Année | Compétition                                     | Pays             | Position           | Temps           |
| ----- | ----------------------------------------------- | ---------------- | ------------------ | --------------- |
| 2024  | Coupe du monde Napier - relais mixte            | Nouvelle-Zélande | Médaille d'argent  | 1 h 13 min 44 s |
| 2023  | Championnats d'Europe de triathlon sprint       | Turquie          | Médaille d'or      | 20 min 34 s     |
| 2023  | Coupe du monde - l'étape sprint de Tongyeong    | Corée du Sud     | Médaille d'argent  | 50 min 29 s     |
| 2022  | Coupe du monde - l'étape sprint de New Plymouth | Nouvelle-Zélande | Médaille de bronze | 56 min 32 s     |
| 2022  | Coupe du monde - l'étape sprint de Miyazaki     | Japon            | Médaille de bronze | 53 min 18 s     |
| 2021  | Championnat du Portugal courte-distance         | Portugal         | Médaille d'or      | 1 h 49 min 36 s |
| 2021  | Coupe d'Europe - l'étape sprint de Coimbra      | Portugal         | Médaille d'argent  | 50 min 50 s     |
| 2021  | Championnat du Portugal sprint                  | Portugal         | Médaille d'or      | 55 min 14 s     |
| 2019  | Championnat du Portugal sprint                  | Portugal         | Médaille d'or      | 59 min 7 s      |
| 2018  | Championnat du Portugal courte-distance         | Portugal         | Médaille d'argent  | 1 h 54 min 44 s |